# Milpitas
Milpitas är en stad i Santa Clara County, Kalifornien. Den är placerad med San Jose i söder och Fremont i norr, vid den östra änden av State Route 237 och mellan motorvägar 680 och 880 som går ungefär norr/söder genom staden. Med Alameda County som gränsar till det norra, är Milpitas placerad i den nordöstra delen av South Bay, som gränsar till East Bay och Fremont. Milpitas är också beläget inom Silicon Valley. Huvudkontoret av Maxtor, LSI Logic, Flextronics, Adaptec, Intersil, Cisco Systems, JDSU och SanDisk finns i industriområdena i Milpitas.